# Cmentarz św. Rocha na Radogoszczu w Łodzi
Cmentarz św. Rocha na Radogoszczu w Łodzi – jedna z najważniejszych nekropolii w Łodzi. Wbrew nazwie mieści się nie na Radogoszczu, lecz na sąsiadującym z nim Julianowie.

## Historia

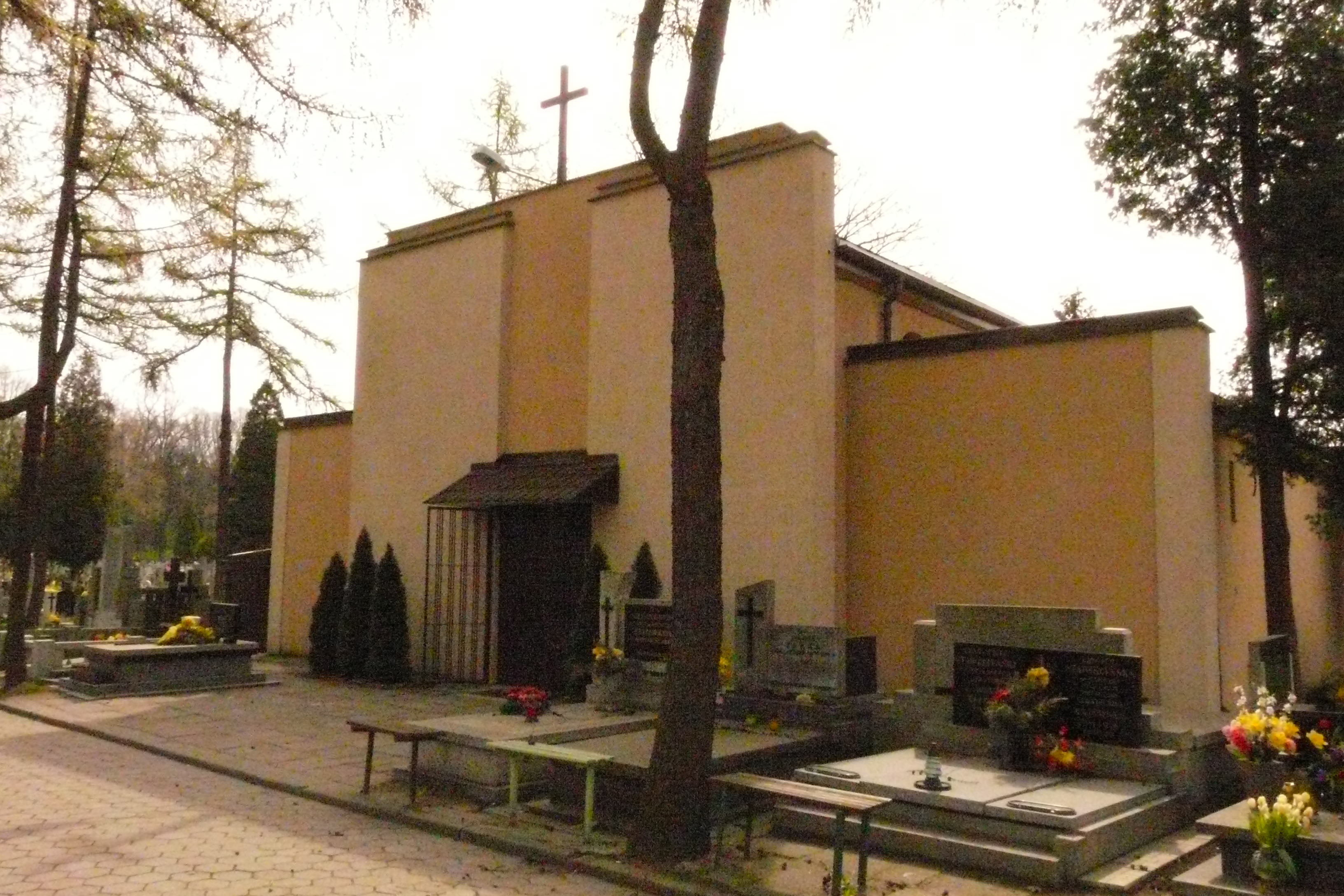
Kaplica cmentarna

Cmentarz rzymskokatolicki pw. św. Rocha powstał w dwudziestoleciu międzywojennym, w podmiejskiej (do 1940) gminie Radogoszcz (obecnie w północnej części dzielnicy Bałuty), stąd popularna nazwa: cmentarz na Radogoszczu. 
Obecny cmentarz jest w rzeczywistości połączoną nekropolią pierwotnie dwóch osobnych cmentarzy położonych w pobliżu siebie: ewangelickiego, założonego przed 1914, oraz katolickiego u zbiegu ulic gen. J. Sowińskiego i Zgierskiej. 
Po 1945 zaczęto pochówki katolickie na cmentarzu ewangelickim. Przebito dwa przejścia łączące oba cmentarze. Mur dzielący cmentarze zlikwidowano dopiero w latach osiemdziesiątych XX w. Około 1960 cmentarz katolicki wchłonął najstarszą część cmentarza ewangelickiego, która do tej pory była zamknięta dla pochówków katolickich.
Na cmentarzu znajduje się mogiła ofiar styczniowej masakry w 1945 w położonym naprzeciwko (od ul. gen. Sowińskiego) bliskiego więzienia radogoskiego, ofiar nalotu niemieckiego z 5 września 1939, żołnierzy polskich na pałac Heinzlów w pobliskim parku julianowskim jako ówczesnej siedzibie sztabu Armii „Łódź”, ekshumowane w 1947 z cmentarza żydowskiego w Łodzi prochy rozstrzelanych żołnierzy Polski Podziemnej (m.in. jest tu pochowany ppor. AK - Janusz Różewicz – brat znanego poety Tadeusza), partyzantów z harcerskiej drużyny „Promienistych”.
Analizując wygląd ogrodzenia cmentarnego od strony ul. Zgierskiej można domyślić się poszczególnych faz rozwojowych cmentarza.